# 河毛俊作
河毛 俊作（かわけ しゅんさく、1952年9月4日- ）は、フジテレビジョン所属の役員待遇編成制作局ドラマ制作センターエグゼクティブディレクター、映画監督。東京都出身。

## 人物・来歴
1976年フジテレビ入社。以前は、編成製作局ゼネラルディレクター。父は王子製紙元会長の河毛二郎。慶應義塾大学卒業。
少年時代から映画監督に憧れてはいたが、大学卒業時にはすでに映画産業は衰退の一途をたどっていたことに不安を感じ、それでも映像に携わりたいと思い、テレビ局入りを決めた。
『セーラー服と機関銃』など、1980年代前期からテレビドラマの演出で活動。1980年代後期から1990年代初期にはいわゆるトレンディドラマの演出の一翼を担った。
『忠臣蔵1/47』（2001年）で初めて時代劇の演出を手がける。そして2005年、『星になった少年』で少年時代の憧れだった映画監督としてデビューした。『星になった少年』では、象が登場する映画とあって『日本一象に詳しい監督になった』ということを語っている。またこの映画の音楽は坂本龍一が手がけたが、これについて河毛は『たまたま同い年ということもあって、自分のことやこの作品について理解してくれるのではないかと思いお願いした』というようなことも語っている。
雰囲気のある映像作りを心がけているところがあり、『ギフト』（1997年）については『番組全体の印象を伝えるタイトルバックがいいほど、いい作品』という考えを述べている。カラオケの持ち歌は「悲しい色やね」。
2012年6月28日より現職。

## 担当作品

### テレビドラマ

#### 連続ドラマ
- な・ま・い・き盛り（1986年10 - 12月、木8枠）
- キスより簡単（1987年5 - 7月、木8枠）
- 君の瞳をタイホする!（1988年1 - 3月、月9枠）
- 抱きしめたい!（1988年7 - 9月、木10枠）
- 君の瞳に恋してる!（1989年1 - 3月、月9枠）
- ハートに火をつけて!（1989年4 - 6月、木10枠）
- すてきな片想い（1990年10 - 12月、月9枠）
- 学校へ行こう!（1991年4 - 6月、月9枠）
- さよならをもう一度（1992年4 - 6月、水10枠）
- 都合のいい女（1993年10 - 12月、木10枠）
- この愛に生きて (1994年4 - 6月、木10枠)
- 最高の片想い（1995年1 - 3月、水9枠）
- 沙粧妙子-最後の事件-（1995年7 - 9月、水9枠）
- おいしい関係（1996年10 - 12月、月9枠）
- ギフト（1997年4 - 6月、水9枠）
- きらきらひかる（1998年1 - 3月、火9枠）
- ボーイハント（1998年7 - 9月、月9枠）
- タブロイド（1998年10 - 12月、水9枠）
- 二千年の恋（2000年1 - 3月、月9枠）
- 合い言葉は勇気（2000年7 - 9月、木10枠）
- ロケット・ボーイ（2001年1 - 3月、水9枠）
- 人間の証明（2004年7 - 9月、木10枠）
- わたしたちの教科書（2007年4 - 6月、木10枠）
- パンドラ（2008年4月 - 6月、WOWOW『ドラマW』枠）
- 救命病棟24時（2009年7 - 9月、火9枠）
- パンドラII-飢餓列島-（2010年4月 - 5月、WOWOW『ドラマW』枠）
- GOLD（2010年7 - 9月、木10枠）
- パンドラIII-革命前夜-（2011年10月 - 11月、WOWOW『ドラマW』枠）
- 東野圭吾ミステリーズ（2012年7月 ‐ 9月、木10枠）
  - 「さよならコーチ」「再生魔術の女」
- 極悪がんぼ（2014年4月 - 6月、月9枠）
- 営業部長 吉良奈津子（2016年7月 - 9月、木10枠）
- パンドラⅣ AI戦争（2018年11月 - 12月、WOWOW『連続ドラマW』枠）
- 新宿野戦病院（2024年7月 - 9月、水10枠）
- 嘘解きレトリック（2024年10月 - 12月、月9枠）

#### 単発ドラマ
- ナニワ金融道シリーズ（1996年、1998年、1999年、2000年、2005年、2015年/全7回）
- きらきらひかるシリーズ（1999年、2000年）
- 忠臣蔵1/47（2001年）
- スタートライン〜涙のスプリンター〜（2005年）
- 奇跡の夫婦愛スペシャル・虹を架ける王妃（2006年）
- 黒部の太陽（2009年3月21日、22日）
- 木枯し紋次郎（2009年5月1日）
- 世にも奇妙な物語（2001年、2002年、2011年）
  - SMAPの特別編「オトナ受験」（2001年1月1日）
  - 2002年秋の特別編「知らなすぎた男」（2002年10月3日）
  - 21世紀21年目の特別編「分身」（2011年5月14日）
- パンドラ〜永遠の命〜（2014年4月27日、WOWOW「ドラマW」）
- 雨の首ふり坂（2018年1月8日、J:COM / 7月21日、時代劇専門チャンネル）
- フジテレビ開局60周年特別企画 松本清張 砂の器（2019年3月28日、フジテレビ）

### バラエティ
- 斉藤さんちのお客さま（1987年）
- あたらしあらし（2013年）

### 映画
- 星になった少年（2005年、東宝）
- 雨の首ふり坂（2018年7月21日、時代劇専門チャンネル）
- 仕掛人・藤枝梅安 第一作（2023年2月3日）[6][7]
  - 仕掛人・藤枝梅安 第二作（2023年4月7日）

### 舞台
- 幕末太陽伝（1991年12月、銀座セゾン劇場）
- 卒業 〜THE GRADUATE〜（2004年、東京グローブ座）
- 蝉しぐれ（2007年9月、大阪・松竹座）
- 南座ミステリー劇場 疑惑（2014年10月、京都・南座）

## 受賞歴
- 1995年
  - 第6回ザテレビジョンドラマアカデミー賞 監督賞（田島大輔､落合正幸と共に）（『沙粧妙子・最後の事件』）[8]
- 1997年
  - 第13回ザテレビジョンドラマアカデミー賞 タイトルバック賞（『ギフト』）[9]
- 1998年
  - 第16回ザテレビジョンドラマアカデミー賞 監督賞（石坂理江子､桜庭信一と共に）（『きらきらひかる』）[10]
- 2008年
  - 東京ドラマアウォード2008 監督賞（『パンドラ』）[11]